# Utricularia westonii
Utricularia westonii är en tätörtsväxtart som beskrevs av Peter Geoffrey Taylor. Utricularia westonii ingår i släktet bläddror, och familjen tätörtsväxter. Inga underarter finns listade i Catalogue of Life.